# Nagykörtvélyes
Nagykörtvélyes település Romániában, Máramaros megyében.

## Fekvése
Máramaros megye nyugati részén, Nagybányától és Nagysomkúttól délre fekvő település.

## Története
Nagykörtvélyes nevét a korabeli oklevelek 1405-ben említik először Kwrthueles néven. 1475-ben Kerthewlesy alakban volt említve.
1555-ig a Drágfiak uradalmához tartozott, utána pedig a Kővárvidék része volt.
Az erdélyi fejedelmek alatt a település az erdélyi református püspökség birtokai közé tartozott.
A 20. század elején gróf Teleki Géza volt a település nagyobb birtokosa.
Nagykörtvélyes az 1900-as évek elejéig Szatmár vármegyéhez tartozott.

## Nevezetességek
- Görögkatolikus templom – 1884-ben épült.